# Migungani
Migungani ist ein Verwaltungsbezirk (Ward) des Distrikts Monduli in der tansanischen Region Arusha.

## Geografie
Migungani liegt im Norden von Tansania am Nordufer des Manyara-Sees. Der Bezirk hat eine Fläche von 12 Quadratkilometern. Bei der Volkszählung 2022 lebten hier 9568 Menschen in 2766 Haushalten.

## Gliederung
Der Bezirk besteht aus drei Gemeinden (Mtaa) mit zehn Orten (Kitongoji):
| Migungani A - Mnada wa Zamani - Roman Catholic - Comwex - Popo | Migungani B - Migungani Kusini - Makao Mapya - Migungani Mashariki | Kigongoni - Miembeni - Amani - Bondeni |

## Wirtschaft und Infrastruktur
- Straße: Durch den Bezirk verläuft die asphaltierte Nationalstraße von Arusha nach Westen zum Serengeti-Nationalpark mit dem Ngorongoro-Krater.[6]